# Ragna Goplen
Ragna Goplen (Oslo, 24 november 1857 – aldaar, 25 maart 1900) was een Noors pianiste en pianodocente.
Ze werd geboren binnen het gezin van wachtmeester Ole Arnesen Goplen en Karen Regine Goplen. Goplen kreeg haar opleiding van Otto Winter-Hjelm. Haar debuut was opmerkzaam. Een grote carrière was niet voor haar weggelegd, ze was wel gezocht voor begeleiding van zangers. Ze stierf op 42-jarige leeftijd na een ziektebed van acht dagen.
Naar haar is een studiebeurs genoemd, die nog steeds jonge Noorse pianisten op weg kan helpen. Nicolay Apollyon heeft daar gebruik van gemaakt.
Een aantal optredens:
- 31 januari 1874: met onder andere kamermuziek van Felix Mendelssohn Bartholdy
- 7 maart 1874: ze speelde werken van Robert Schumann, Frédéric Chopin en Franz Liszt in een concert gegeven door leerlingen van Winter-Hjelm
- 16 november 1878 in Oslo met Ida Basilier-Magelssen en Camilla Wiese; Goplen speelde Variations de concert pour le piano sur le motif de l’opera L’elisire d’Amor de Donizetti opus 1 van Adolf von Henselt
- 5 februari 1887: ze begeleidde de Ceciliaforeningen (koor) onder leiding van Thorvald Lammers in Til Molde van Christian Sinding
- 11 mei 1887: ze begeleidde zangeres Barbara Larsen en de jonge violist Johan Halvorsen
- 10 mei 1890: ze belgeidde het koor van Olaus Andreas Grøndahl in de concertzaal van Brødrene Hals

Ze was lerares van zangpedagoog en componiste Marie Mostue.